# Ferencz Imre
Ferencz Imre (Kászonaltíz, 1948. szeptember 28.) erdélyi magyar költő, szerkesztő. 

## Életpályája
Csíkszentmártonban végezte a középiskolát, a marosvásárhelyi pedagógiai intézetben román-magyar nyelv és irodalom szakos képesítést szerzett, majd Bukarestben folytatott egyetemi tanulmányokat. 1972-től a Hargita munkatársa, közben 1976-ig a tanügyben dolgozott. Verseit az Ifjúmunkás, Utunk, Igaz Szó közölte, itt tűnt fel az 1978/6-os számban megjelent Mikes apokrif levele című versével. Forrás-kötete A hetedik évad (1979).

## Kötetei
- A hetedik évad (Bukarest, 1979)
- Gyalogszekér (Csíkszereda, 1995)
- Vadvessző (Csíkszereda, 1998)
- Gyufa a zsebben (jegyzetek, Csíkszereda, 2002)
- Járomtánc (Csíkszereda, 2002)
- Tenyerem, hazám (Csíkszereda, 2004)
- Történelmi lóárverés (Csíkszereda, 2005)
- Verebestől Madarasig (Csíkszereda, 2009)
- Derék tél (gyermekversek, Csíkszereda, 2012)
- Táncoló kövek (Csíkszereda, 2015)
- Játékidő (Csíkszereda, 2016)
- Félbemaradt tüzek (Csíkszereda, 2017)
- Özönvíztől vízözönig. Gyermekversek; Pro-Print, Csíkszereda, 2018
- Haladék; Pro-Print, Csíkszereda, 2019
- Házunk tája. Gyermekversek; Pro-Print, Csíkszereda, 2020
- Peremvidék. Versek; Pro-Print, Csíkszereda, 2021
- Galba ideje; Pro-Print, Csíkszereda, 2022

## Gyűjteményes kötetei
- Míg meghallja fájó messzeség. Székelyföldi költők antológiája (vál., szerk. Siklós Endre, Budapest, 1989)
- Az ember ott a legfájóbb magyar. Versek a csángómagyarokról (vál. Mirk László. Csíkszereda, 2001)
- 101 vers a Székelyföldről (vál. Papp Kincses Emese. Kolozsvár, 2005
- Lírai tőzsde: fontos versek (szerk. Cseke Gábor. Arad, 2006
- 123 vers a zenéről (összeáll. Molnár Judit. Kolozsvár, 2009
- 101 vers és ének Csíksomlyóról (vál. Mirk László. Kolozsvár, 2010)
- Válogatott versek; vál., szerk. Fekete Vince; Székelyföld Alapítvány, Csíkszereda, 2018 (Székely könyvtár)

## Szerkesztései
- Történetek a fogságból. Hatvan székely hadifogoly (Csíkszereda, 1997)
- Buzás László: A szekuritáté karmai között (Csíkszereda, 2004)
- Hargita emlékkönyv (Csíkszereda, 2008–)

## Díjai
- Székelyföld díj – 2012
- Romániai Írószövetségi díj – 2019
- Magyar Arany Érdemkereszt – 2018 [1]